# Otok sv. Lovrijenca
Otok sv. Lovrijenca je otok u Beringovu moru, oko 200 km udaljen od zapadne obale Aljaske. Iako je bliže Rusiji nego Aljaski, pripada SAD-u. Obuhvaća 4.640,1 km2 kvadratnih. Malobrojni Eskimi žive u naseljima Gambell, Savoonga i Northeast Cape. Visok je do 672 m.

## Vanjske poveznice
|  | Zajednički poslužitelj ima još gradiva o temi Otok sv. Lovrijenca |

- Gambell and St. Lawrence Island Photos from Gambell and St. Lawrence Island, August 2001
- Video on St. Lawrence